# Oirati
Gli oirati, chiamati anche oyrati od oyiradi (in mongolo: Ойрад Ojrad), sono una popolazione mongolica variamente diffusa nell'Asia centrale, in special modo in Cina.

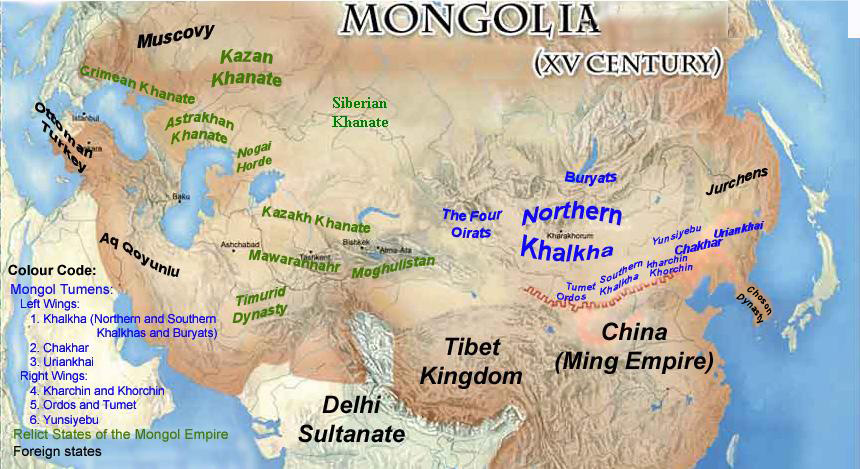
Stati e popolazioni dell'Asia nel 1400

Di questo particolare gruppo etnico, originario della regione storica della Zungaria (corrispondente alla porzione settentrionale dell'odierna provincia cinese nord-occidentale dello Xinjiang e, in misura minore, ai territori occidentali della Mongolia ed a quelli orientali del Kazakistan), una buona parte emigrò, nel corso  del XVII secolo, verso l'estremo Ovest, stanziandosi nella regione russa del Basso Volga, dove i loro diretti discendenti assunsero poi il nome di Calmucchi. Nel XVIII secolo, invece, una parte di essi emigrò in senso inverso verso le limitrofe regioni meridionali della Cina. 
Il loro etnonimo, ojrad, deriverebbe dall'antico mongolo Dôrvôn Ojrd (Дөрвөн Ойрд), letteralmente "I quattro alleati". Anticamente, infatti, gli oirati erano suddivisi perlopiù in quattro gruppi tribali: i dzungar (o ôôld) - che divennero poi quello egemone, con la fondazione del Khanato degli Zungari -, i torgud, i dôrvôd e gli hošuud. Le tribù minori comprendevano: hojd, bajad, mjangad, zahčin e darhad.
Nel XIII secolo, un piccolo gruppo di oirati, a seguito della battaglia di ʿAyn Jālūt, si stabilì in Egitto per sfuggire all'ira di Hulegu, dove col tempo si integrarono con la popolazione del luogo, abbracciando l'Islam ed adottando l'appellativo di "Wāfidiyya", e si misero al servizio militare del sultano mamelucco Baybars, a sua volta di origine cumana.

## Gli Oirati oggi
La loro consistenza numerica raggiungeva nel 2002 la cifra di 518.000 tra uomini e donne (206.000 in Mongolia, 174.000 in Russia e 139.000 in Cina). Le religioni da essi prevalentemente praticate sono quelle del Buddismo tibetano e del Tengrismo, ma è assai diffuso l'ateismo.